# Sark
Sark (Sercq; Sèr), mali otok u jugozapadnom dijelu La Manchea. Pripada Kanalskim otocima. Velik je 5,45 km².
Na otoku nema automobilskoga prometa, a dopuštene su samo kočije koju vuku konji, bicikli, traktori i bagiji na baterije ili motorizirani bicikli za stare ili nemoćne osobe. Putnici i roba stižu trajektom s Jerseyja i prevoze se od pristaništa vozilima koja vuku traktori. Glavni izvori prihoda su turizam, zanati i financije.
Službeni su jezici francuski, engleski i sarški (sercquiais).
Otok Sark je 9. travnja 2008. ukinuo posljednji feudalni sustav u Europi.